# 克里斯·威廉·马丁
克里斯·威廉·馬丁(英語:Chris William Martin（1975年1月17日—）是一位加拿大演員。他出現在許多電視連續劇中，包括Felicity和The L Word，以及領導 2002 年加拿大連續劇 Tom Stone。

## 简介
马丁出生于出生于加拿大不列颠哥伦比亚本那比，是维多利亚·凯瑟琳和克里斯·威廉·马丁的儿子。
他曾经在麦克罗伯茨中学（McRoberts Secondary School）、里士满中学（Richmond Secondary School）、理想迷你学校（Ideal Mini School）读书。

## 职业生涯
马丁的第一次演出是在青少年电视剧系列“Hillside”，该剧在温哥华拍摄。他饰演的迪伦获得青年电影奖最佳男主角提名。1993年，他饰演了吉米·诺瓦克在电视剧《麦迪逊》（Madison）中，获得最佳男主角提名。1999年，他获得了多伦多国际电影节特别奖提名。2001年，他和萝拉合作演出，2003年，他和埃米尔合作演出，2002年，他和伊莱贾·伍德合作出演了《十七岁初体验》。2004年，他出演了电影《火山灾害》（The Volcano Disaster）。

## 奖项
- 最佳男主角，青年艺术家奖，1991年至1992年。[2]

- 最佳男主角，双子座奖。[3]